# Korkeakangas (kulle)
Korkeakangas är en kulle i Finland. Den ligger i Valkeakoski i landskapet Birkaland, i den södra delen av landet, 130 km norr om huvudstaden Helsingfors. Toppen på Korkeakangas är 154 meter över havet, eller 56 meter över den omgivande terrängen. Bredden vid basen är 8,5 km.
Terrängen runt Korkeakangas är huvudsakligen platt. Runt Korkeakangas är det ganska tätbefolkat, med 70 invånare per kvadratkilometer. Närmaste större samhälle är Valkeakoski, 3,5 km väster om Korkeakangas. 